# خريطة (لوحة)
خريطة (بالإنجليزية: Map)‏ هي لوحة زيتية على قماش تم رسمها عام 1961 بواسطة الرسام جاسبر جونز. وهي تمثل النسب والأشكال الإجمالية للولايات المتحدة وأجزاء من المكسيك وكندا.